# Матвеево (Башкортостан)
Матве́ево (баш. Матвеев) — село в Кушнаренковском районе Республики Башкортостан Российской Федерации. Входит в состав Матвеевского сельсовета.

## География

### Географическое положение
Расстояние до:
- районного центра (Кушнаренково): 9 км,
- центра сельсовета (Старобаскаково): 6 км,
- ближайшей ж/д станции (Уфа): 67 км.

## Население
| 2002 | 2009 | 2010 |
| ---- | ---- | ---- |
| 100  | ↘98  | ↗106 |

### Национальный состав
Согласно переписи 2002 года, преобладающая национальность — русские (91 %).